# Каменское муниципальное образование (Тюменская область)
Каменское муниципальное образование — сельское поселение в Тюменском районе Тюменской области Российской Федерации. Бывший Каменский сельсовет.
Административный центр — село Каменка.

## История
Каменский сельсовет был основан в 1971 году.
Статус и границы сельского поселения установлены Законом Тюменской области от 5 ноября 2004 года № 263 «Об установлении границ муниципальных образований Тюменской области и наделении их статусом муниципального района, городского округа и сельского поселения».

## Население
| 2010  | 2011  | 2012  | 2013  | 2014  | 2015  | 2016  |
| ----- | ----- | ----- | ----- | ----- | ----- | ----- |
| 1935  | ↗1938 | ↗1990 | ↘1961 | ↗2027 | ↗2079 | ↗2115 |
| 2017  | 2018  | 2019  | 2020  | 2021  |       |       |
| ↗2154 | ↗2167 | ↗2235 | ↗2360 | ↗2974 |       |       |

## Состав сельского поселения
| № | Населённый пункт | Тип населённого пункта       | Население |
| - | ---------------- | ---------------------------- | --------- |
| 1 | Каменка          | село, административный центр | 1391      |
| 2 | Коняшина         | деревня                      | 36        |
| 3 | Кулига           | село                         | 417       |
| 4 | Насекина         | деревня                      | 24        |
| 5 | Речкина          | деревня                      | 67        |